# Palliser Pass
Palliser Pass är ett bergspass i Kanada.   Det ligger i provinsen Alberta, i den centrala delen av landet, 3 000 km väster om huvudstaden Ottawa. Palliser Pass ligger 2 100 meter över havet. Det ligger vid sjön Palliser Lake.
Terrängen runt Palliser Pass är huvudsakligen bergig, men norrut är den kuperad. Trakten runt Palliser Pass är nära nog obefolkad, med mindre än två invånare per kvadratkilometer.. Det finns inga samhällen i närheten. 
Trakten runt Palliser Pass består i huvudsak av gräsmarker.